# The Very Best of The Eagles (2001)
The Very Best of The Eagles (2001) es un compilado del grupo de rock norteamericano The Eagles publicado por Elektra y Warner Music en 2001. El álbum abarca el período desde 1972 hasta 1979, incluyendo temas clásicos como «New Kid in Town», «Hotel California», «Life in The Fast Lane» y «Tequila Sunrise», entre otros.

## Canciones
| N.º | Título                                      | Música                                                  | Duración |  |
| 1.  | «One of These Nights» (Publicado en 1975)   | Don Henley/Glenn Frey                                   | 4:51     |  |
| 2.  | «Take It Easy» (Publicado en 1972)          | Jackson Browne/Glenn Frey                               | 3:29     |  |
| 3.  | «Hotel California» (Publicado en 1976)      | Don Felder/Don Henley/Glenn Frey                        | 6:29     |  |
| 4.  | «New Kid in Town» (Publicado en 1976)       | Don Henley/Glenn Frey/John David Souther                | 5:01     |  |
| 5.  | «Heartache Tonight» (Publicado en 1979)     | Don Henley/Glenn Frey/Bob Seger/John David Souther      | 4:25     |  |
| 6.  | «Tequila Sunrise» (Publicado en 1973)       | Don Henley/Glenn Frey                                   | 2:52     |  |
| 7.  | «Desperado» (Publicado en 1973)             | Don Henley/Glenn Frey                                   | 3:33     |  |
| 8.  | «Best of My Love» (Publicado en 1974)       | Don Henley/Glenn Frey/John David Souther                | 4:35     |  |
| 9.  | «Lyin' Eyes» (Publicado en 1975)            | Don Henley/Glenn Frey                                   | 6:21     |  |
| 10. | «Take It to The Limit» (Publicado en 1975)  | Randy Meisner/Don Henley/Glenn Frey                     | 4:48     |  |
| 11. | «I Can't Tell You Why» (Publicado en 1979)  | Timothy B. Schmit/Don Henley/Glenn Frey                 | 4:54     |  |
| 12. | «Peaceful Easy Feeling» (Publicado en 1972) | Jack Tempchin                                           | 4:16     |  |
| 13. | «James Dean» (Publicado en 1974)            | Jackson Browne/Glenn Frey/John David Souther/Don Henley | 3:36     |  |
| 14. | «Doolin-Daltor» (Publicado en 1973)         | Glenn Frey/John David Souther/Don Henley/Jackson Browne | 3:26     |  |
| 15. | «Witchy Woman» (Publicado en 1972)          | Don Henley/Bernie Leadon                                | 4:10     |  |
| 16. | «The Long Run» (Publicado en 1979)          | Don Henley/Glenn Frey                                   | 3:42     |  |
| 17. | «Life in The Fast Lane» (Publicado en 1976) | Don Henley/Glenn Frey/Joe Walsh                         | 4:45     |  |